# Inmigración vasca en los Estados Unidos
Los vasco-estadounidenses (Basque Americans en inglés; en euskera: euskal estatubatuarrak) son estadounidenses de ascendencia vasca. Forman parte de la inmigración española en Estados Unidos. Según el censo de los Estados Unidos de 2000, hay 57 793 estadounidenses de ascendencia vasca total o parcial, pero la cantidad real de vasco-estadounidenses podría llegar fácilmente a 100 000 personas. De ellos, 41 811 personas afirmaron ser simplemente vasco-estadounidenses, 9296 reclamados provenientes del País Vasco español y los otros 6686 reclamados provenían del País Vasco francés. Los estados con la mayor población vasco-estadounidense son California (20 868), Idaho (6637), Nevada (6096), Washington (2665) y Oregón (2627).

## Lazos con la historia temprana de los Estados Unidos
Refiriéndose a los lazos históricos que existían entre el País Vasco y los Estados Unidos, algunos autores subrayan la admiración que siente John Adams, segundo presidente de los EE. UU., por la forma histórica de gobierno de los vascos. Adams, quien en su gira por Europa visitó Vizcaya, quedó impresionado. Citó a los vascos como un ejemplo en A Defense of the Constitution of the United States, tal como lo escribió en 1786: 
"En una investigación como esta, después de aquellas personas en Europa que han tenido la habilidad, el coraje y la fortuna de preservar una voz en el gobierno, Vizcaya, en España, no debe de ninguna manera ser omitido. Mientras que sus vecinos desde hace mucho tiempo han renunciado a todas sus pretensiones en manos de reyes y sacerdotes, este pueblo extraordinario ha preservado su antigua lengua, genio, leyes, gobierno y costumbres, sin innovación, más que cualquier otra nación de Europa. De extracción de celta, una vez habitaron algunas de las mejores partes de la antigua Boética; pero su amor a la libertad y su inquebrantable aversión a la servidumbre extranjera los hizo jubilarse, cuando fueron invadidos y vencidos en sus antiguas hazañas, en estos países montañosos, llamados por los antiguos Cantabria…"
"... Es una república; y uno de los privilegios en el que más han insistido es no tener un rey: otro era que cada nuevo señor, al momento de su ingreso, debía ingresar al país en persona, con una de sus piernas desnudas, y prestar juramento a preservar los privilegios del señorío ".
Autores como Navascués, y el vasco-estadounidense Pete T. Cenarrusa, exsecretario del estado de Idaho, acuerdan enfatizar la influencia de los Fueros (Foruak) de Vizcaya en algunas partes de la Constitución. John Adams viajó en 1779 a Europa para estudiar y comparar las diversas formas de gobierno que entonces se encontraban en el Viejo Continente. La Constitución de los Estados Unidos fue aprobada por los primeros trece estados el 17 de septiembre de 1787.

## Migración y pastoreo
La inmigración vasca alcanzó su punto máximo después de las guerras Carlistas en la década de 1830, y en la década de 1860 tras el descubrimiento de oro en las estribaciones de la Sierra Nevada de California. Los actuales descendientes de inmigrantes vascos se mantienen especialmente en esta área y atraviesan las Sierras en el área vecina al norte de Nevada, luego hacia el norte, hacia Idaho. Cuando los estados actuales de California, Arizona y Nuevo México fueron anexionados por los Estados Unidos después de la Intervención estadounidense en México (1848), fueron reportados miles de vascos de origen mexicano o mixto que viven en el noroeste del Pacífico.
En la década de 1850, había algunos pastores vascos trabajando en Cahuenga Valley (hoy Los Ángeles, California). En la década de 1870, la fiebre por tierras de Los Ángeles e Inland Empire según los informes, atrajo a miles de vascos de España, México y América Latina, pero tales informes no se confirman en un censo actual de personas vascas en el sur de los Estados Unidos, donde las personas vascas son excepcionalmente raras en los informes del censo de los Estados Unidos. En la década de 1880, la inmigración vasca se había extendido a Oregón, Utah, Montana, Wyoming, con un número significativamente menor llegando a los estados del sur de Arizona, Nuevo México y Texas en la región más meridional. En 1895, según los informes, había alrededor de diez mil autoevaluados estadounidenses en los Estados Unidos.
Las cifras actuales del censo que se muestran en el mapa de EE. UU. En esta página son notablemente bajas en comparación con estos informes y el aumento general de la población de EE. UU. Desde el siglo XIX. Desde esa época, se ha producido una disminución radical de la inmigración vasca, que ha provocado un descenso significativo de las personas de origen vasco nacional o español en todos los Estados Unidos. La mayoría de las personas vascas autodesignadas que permanecen en los EE. UU. hoy son descendientes del pico original de inmigrantes vascos que llegaron hace 200 o 100 años, típicamente informando como bisnietos multigeneracionales o grandes (1860 inmigrantes) en comparación con personas nativas de identificación étnica vasca y su posterior familia inmediata, hijos o nietos.
El grado en que uno mismo informa ser "vasco" es una elección personal, a menudo vinculada a un interés en el patrimonio de uno, ya sea el nieto de un nativo nacido en el País Vasco o de una mezcla significativa de nativo americano (mexicano, estadounidense, etc.), anglo-europeo u otra mezcla racial. Hay un número significativo de mexicanos con nombres vascos, hasta 1 millón de mexicanos que reportan herencia racial o de apellido vasco hoy.
Miles de vascos fueron reclutados en España debido a la grave escasez de mano de obra durante la Segunda Guerra Mundial. Estuvieron bajo contrato con la Western Range Association entre la década de 1940 y alrededor de 1970. El Derecho de Retorno español extiende la ciudadanía española solo a los nietos de inmigrantes vascos que nacieron en España y se vieron obligados a huir durante el levantamiento franquista a mediados de la década de 1930.

## Clubes vascos
Hay casi cincuenta de esos clubes en los EE. UU. El más antiguo de los cuales es el Central Vascoamericano (fundado en 1913), hoy el Euzko Etxea de Nueva York situado en Brooklyn. En el oeste, en 1907 se hicieron esfuerzos para establecer un club en Stockton, California. En 1914, El Club Vasco de Utah fue fundado en Ogden, mientras que en 1960 se formó el primer Zazpiak Bat Club en San Francisco. En 1938, los vascos del área de Bakersfield fundaron el Kern County Basque Club. Aunque hay vascos en cada uno de los cincuenta estados, según el censo más reciente, los clubes vascos solo se encuentran en Nueva York, Florida, California, Nevada, Idaho, Oregón, Utah, Washington, y Wyoming. Sin embargo, hay una población vasca significativa en Arizona, Colorado, Connecticut, Montana, Nueva Jersey, Nuevo México y Texas. Los clubes vasco-estadounidenses tienen contactos con otros vascos de todo el mundo (en Europa, Canadá, México, Bolivia, Perú, Puerto Rico, Chile, Argentina, Australia, Sudáfrica y Filipinas) para unir y consolidar un sentido de identidad en la diáspora vasca global.

## Vascos de Idaho

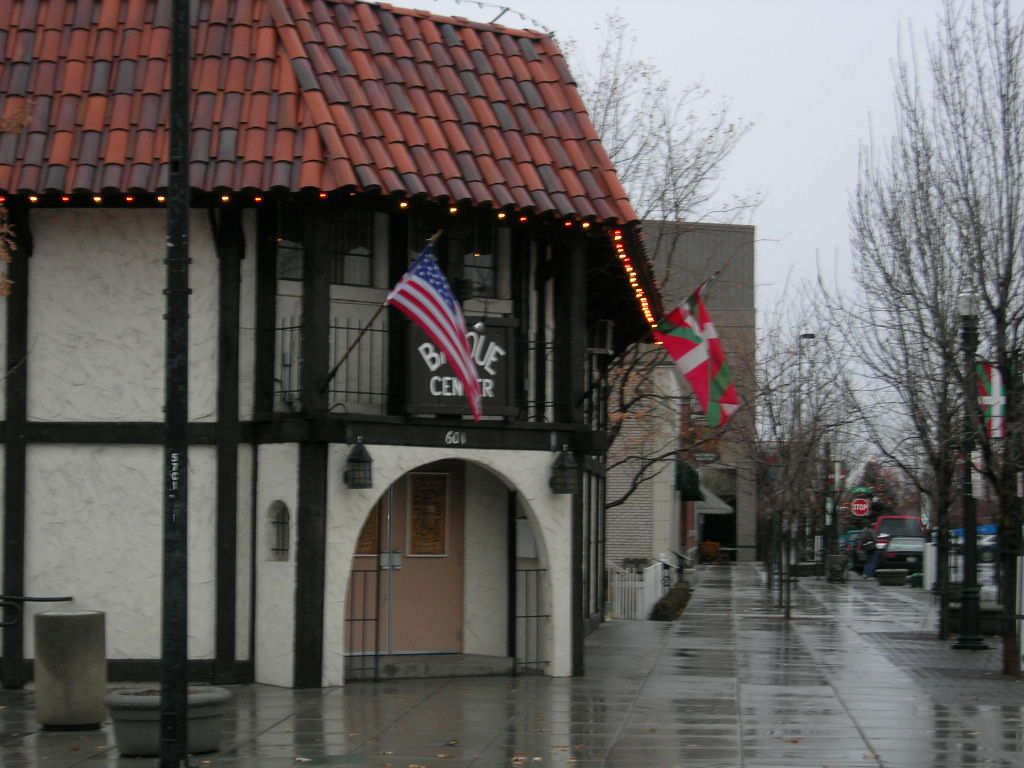
Euskal Etxea (Basque center) in Boise, Idaho

Ningún estado de EE. UU. está más asociado con la gente y la cultura vasca que con Idaho. Los vascos de hoy son una parte integral del tejido social del estado, especialmente en Boise. Destacados funcionarios electos vasco-estadounidenses en Idaho incluyen al veterano Secretario de Estado Pete T. Cenarrusa, su sucesor Ben Ysursa, ambos republicanos, el demócrata David H. Bieter, el actual alcalde de Boise, así como el republicano, J. David Navarro, el actual Secretario, Auditor y Registrador del Condado de Ada, el condado más poblado de Idaho.
Los vascos fueron atraídos inicialmente a Idaho por el descubrimiento de plata, en asentamientos tales como Silver City. Aquellos que no se involucraron directamente en la minería se dedicaron a la cría en granjas, vendiendo productos de carne y cordero a los mineros. Mientras algunos de esos inmigrantes regresaban al País Vasco, muchos se quedaron, más tarde se les unieron sus familias que los seguían en inmigración. Los recuentos exactos de inmigrantes vascos a Idaho no son prácticos para determinar, ya que el censo de los Estados Unidos no distinguió entre los vascos de otros inmigrantes españoles, aunque la mayoría de los inmigrantes españoles en Idaho probablemente se identificaron como vascos.
Desde 1990, Boise y Guernica han sido ciudades hermanas. Idaho logró la estadidad en 1890 junto con los primeros vascos que llegaron allí al mismo tiempo. En 1912, algunos de los pioneros, como José Navarro, Juan Achabal, José Bengoechea, Benito Arregui, Juan Echebarría y Juan Yribar, ya estaban establecidos y tenían propiedades en el estado.

## Organizaciones vascas en Estados Unidos

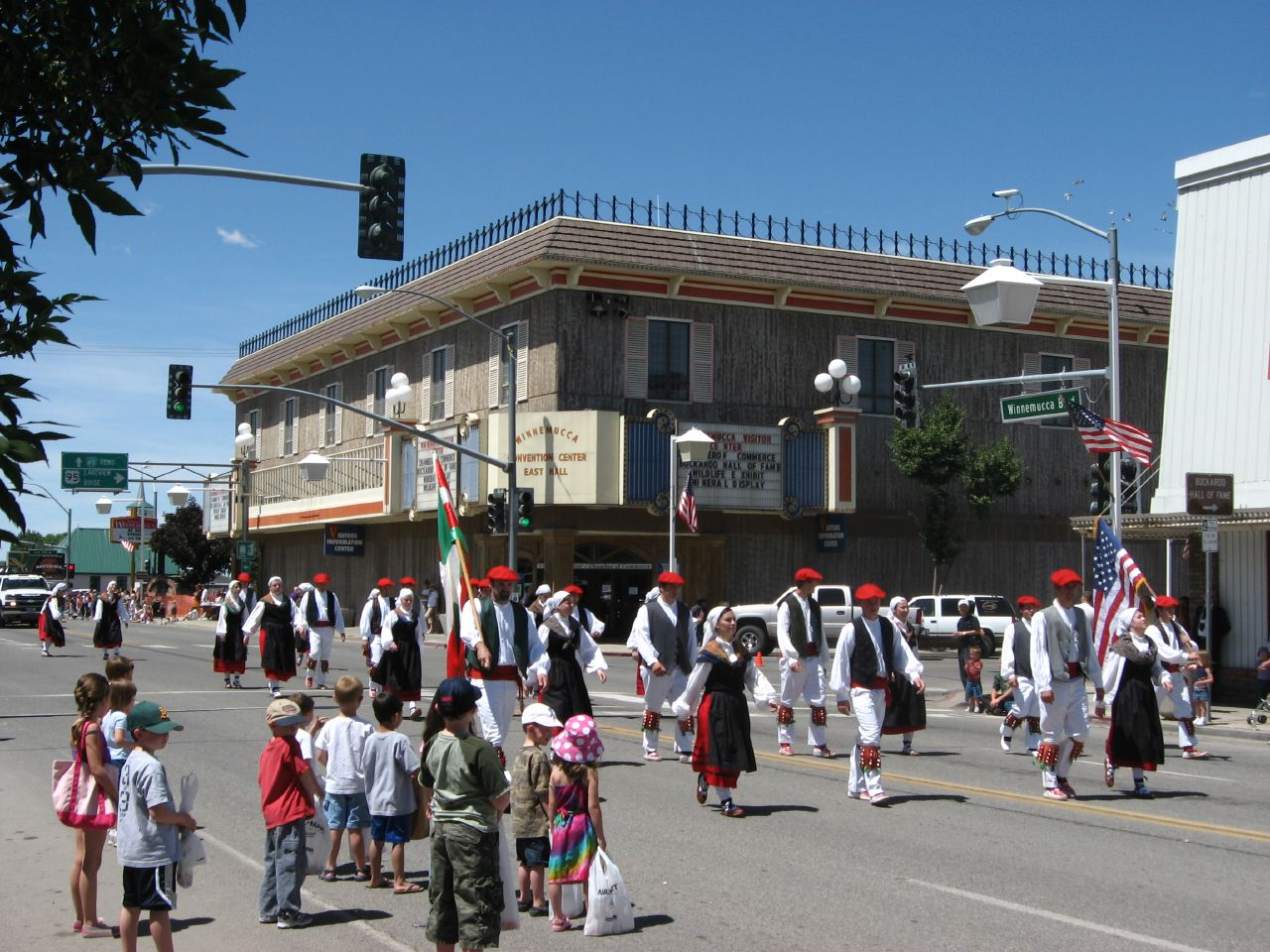
Desfile vasco en Winnemucca, Nevada

En marzo de 1973, un grupo de vasco-estadounidenses se reunió en Reno, Nevada con una propuesta cuestionable, especialmente considerando historia vasca. El grupo esperaba forjar una federación y crear una red dentro de la comunidad vasca más grande de los Estados Unidos. Los vascos nunca se habían unido ni en España ni en el Nuevo Mundo. El País Vasco, o Euskal Herria, nunca ha sido "Zazpiak Bat" (Seven Territories Make One) representa una comunidad política unificada y consciente de sí misma, más bien mostró una estructura política de naturaleza confederada: distritos autónomos separados con una estructura nacional, institucional y legal similar.  Euskal Herria  a menudo se refiere solo a la región local.
Este desprendimiento de los vascos se reflejó en las comunidades vascas de los Estados Unidos. La descendencia de los vascos de Vizcaya en partes de Idaho y Nevada interactuó poco con los vascos de California, que eran en su mayoría del norte o "vascos franceses". Cuando los delegados de los clubes vascos de Los Banos, San Bernardino; y San Francisco, California; Boise y Emmett, Idaho; Elko, Ely y Reno, Nevada; Salt Lake City, Utah; y Ontario, Oregón se unieron, sabían muy bien que había poca o ninguna comunicación entre las diferentes euskal etxeas del oeste americano. Intentaban cruzar la línea divisoria, real e imaginaria, entre vasco-estadounidenses. Diecisiete años más tarde, los vascos "franceses" y los vascos "españoles" se unieron a una federación para trabajar juntos. Los clubes individuales dejan de lado la competencia en un esfuerzo por preservar y promover su patrimonio compartido.
La North American Basque Organizations, Inc., comúnmente se conoce por sus siglas N.A.B.O., es una organización de servicio a los clubes miembros que no infringe la autonomía de cada uno. Su principal objetivo es la preservación, protección y promoción de los intereses históricos, culturales y sociales de los vascos en los Estados Unidos. La función de NABO es patrocinar actividades y eventos más allá del alcance de los clubes individuales, y promover intercambios entre vasco-estadounidenses y el País Vasco.